# Vojtěch Ignác Ullmann
Vojtěch Ignác Ullmann nejčastěji jen Ignác Ullmann (23. dubna 1822 Praha – 17. září 1897 Příbram) byl český architekt období historismu.

## Životopis
Ullmann byl synem pražského jehláře Jakuba Ullmanna a jeho manželky Magdalény. Absolvoval pražskou polytechniku a studoval architekturu na Akademii výtvarných umění ve Vídni u profesorů Augusta von Siccardsburga a Eduarda van der Nülla. Po ukončení studií cestoval po Itálii a Německu. Od roku 1854 pracoval jako samostatný architekt v Praze.
Spolupracoval s architekty Antonínem Baumem, svým synovcem Bedřichem Münzbergerem a Antonínem Viktorem Barvitiem. Se sestrou posledně jmenovaného, Terezií Barvitiovou (1826–1894) se roku 1856 oženil. Do roku 1874 realizoval v Praze řadu staveb. Když ale neuspěl v architektonických soutěžích na výstavbu Národního divadla a Rudolfina, odešel do ústraní na venkov, nejprve do Dubence, kde mu v letech 1879–1889 patřil tamní zámek, a poté do Příbrami, kde v roce 1897 zemřel a je pohřben na zdejším hřbitově.

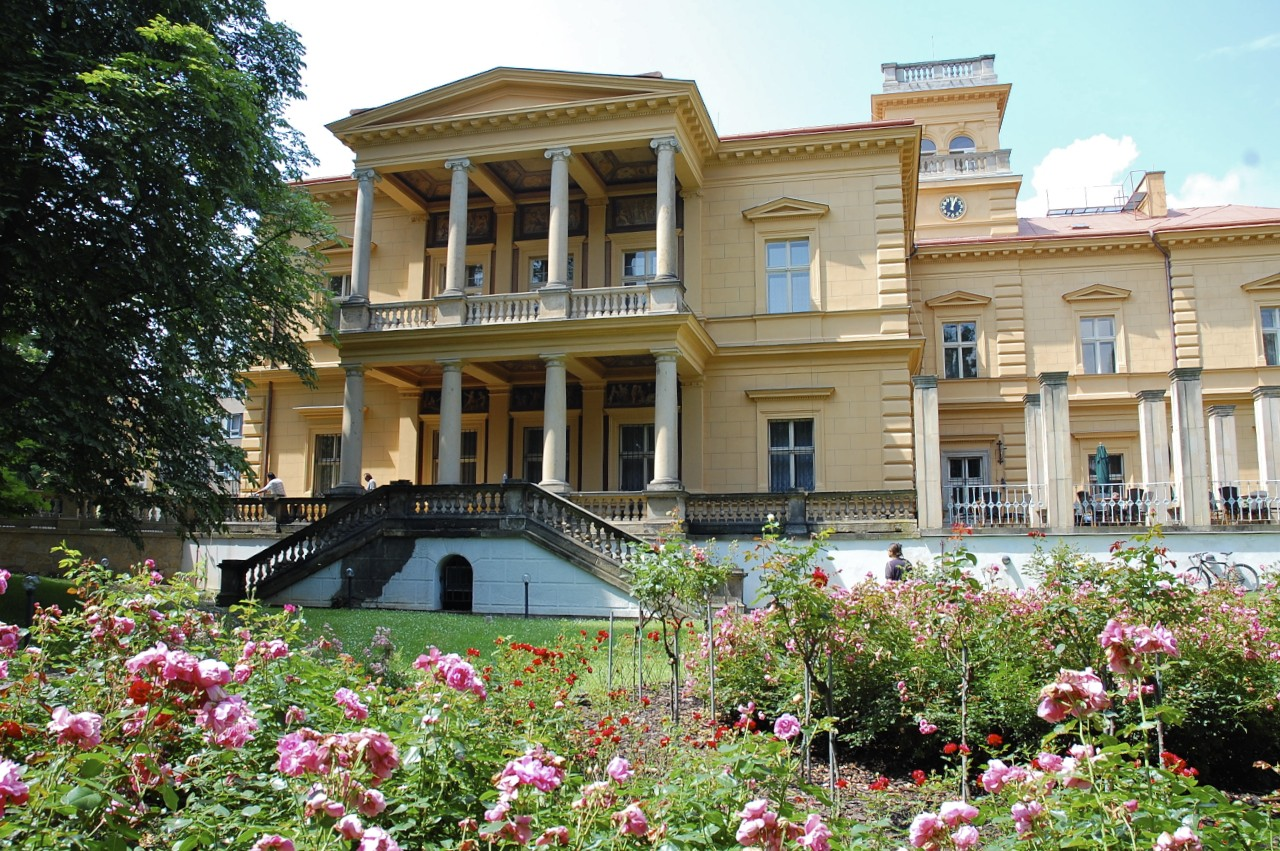
Lannova vila v Bubenči

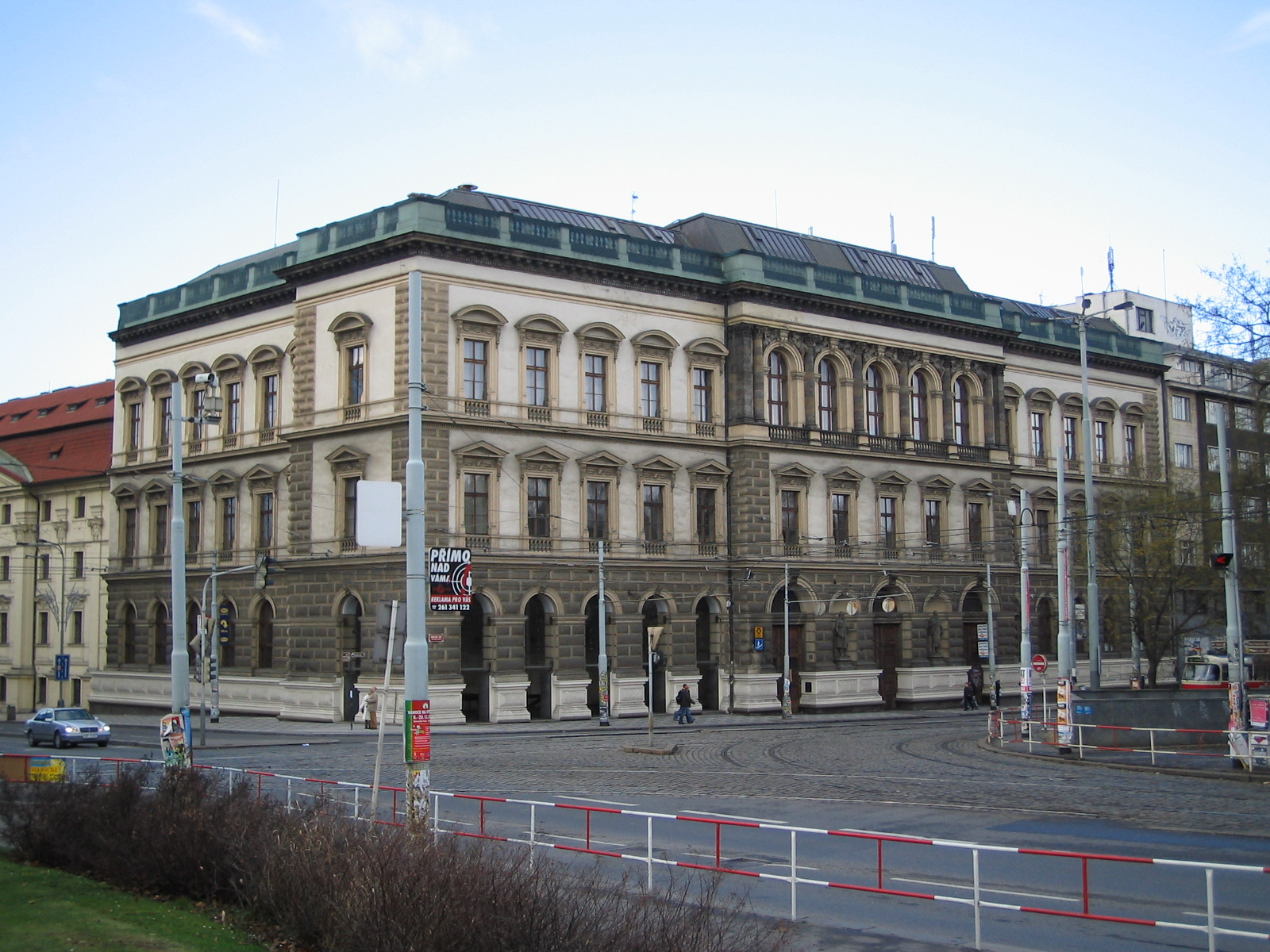
Polytechnika (ČVUT) na Karlově náměstí v Praze

## Styl
Byl typickým představitelem historismu. Jeho rané dílo bylo eklektické, mísí se v něm užívání středověkých slohových prvků novorománských a novogotických, například v úpravě plánů kostela Cyrila a Metoděje v Praze 8 – Karlíně) nebo v úpravě fasád Lannova domu v Praze. V další fázi své tvorby po roce 1860 byl významně ovlivněn novorenesancí Gottfrieda Sempera a z něj vycházející vídeňskou novorenesanční školou, jejíž koncepci rozšířil o inspiraci benátskými, francouzskými a domácími renesančními formami. Společně s Josefem Zítkem patřil k prvním českým vyznavačům italské novorenesance, nazývané palladianismus podle inspirace vzorníky Andrey Palladia. K cenným příkladům této etapy Ullmannovy tvorby patří projekt Lannovy vily v Praze - Bubenči z roku 1868. Pro Vojtěcha Lannu mladšího pracoval opakovaně v Praze a v Kladně.

## Dílo
- kostel svatého Cyrila a Metoděje v Praze-Karlíně, dokončení stavby (1854–1862)
- palác Lažanských na Smetanově nábřeží v Praze I, (1866) dnes sídlo FAMU a kavárna Slavia
- Lannův dům na nároží Hybernské a Havlíčkovy ulice v Praze 1 (úprava staršího projektu)
- Bývalá Hypoteční banka čp. 365/II na nároží Národní třídy a Perlové ulice v Praze 1
- Česká spořitelna na Národní třídě v Praze 1 (dnes budova Akademie věd), 1858–1862 první Ullmannova novorenesanční budova
- Přestavba zámku Jirny (asi 1855)
- Budova Sokola pražského v Sokolské třídě na Novém Městě pražském (1863–1864)
- Španělská synagoga v Praze - Josefově (1867–1868)
- bývalá Vyšší dívčí škola v Praze ve Vodičkově ulici na Novém Městě (1867), Ullmann na této budově jako první v Praze použil sgrafita[9]
- Prozatímní divadlo v Praze (1862)
- Vila bankéře Lippmanna v Praze 6 - Bubenči (1869) – zbourána 1970
- Lannova vila v Praze 6 - Bubenči (1868–1872)
- Česká polytechnika na Karlově náměstí v Praze
- Letenský zámeček[10]
- Nádraží Františka Josefa, původní budova nynějšího hlavního nádraží v Praze (1871), pro nedostačující kapacitu roku 1905 zbořeno a nahrazenou stavbou od Josefa Fanty
- správní budova Buštěhradské dráhy, Politických vězňů čp. 1531/II., Praha (1871–1872)[11]
- Německý dům v Českých Budějovicích, nyní Dům kultury Slavie (1871–1872)[12]
- Schebkův palác, Politických vězňů čp. 936/7, Praha (1870–1873)[13]
- Vysoké pece v kladenských hutích a další průmyslové stavby v Kladně[7][14]
- Soutěžní návrh na budovu Rudolfina (neuspěl)
- Soutěžní návrh na budovu Národního muzea v Praze (1886–1889)
- Radnice v Příbrami, Tyršova 108/I (1888–1891)[15]
- Arcibiskupský konvikt, Příbram, Jiráskovy sady čp. 240/II (1892)[16]

### Galerie

Stavby Vojtěcha Ignáce Ullmanna na dobových fotografiích
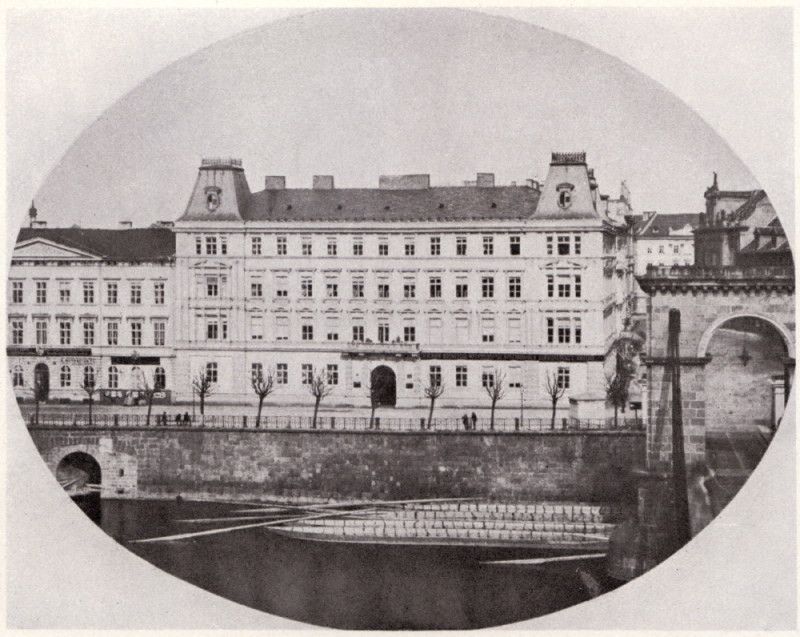
Palác Lažanských, fotografie Wilhelm Rupp, asi 1865
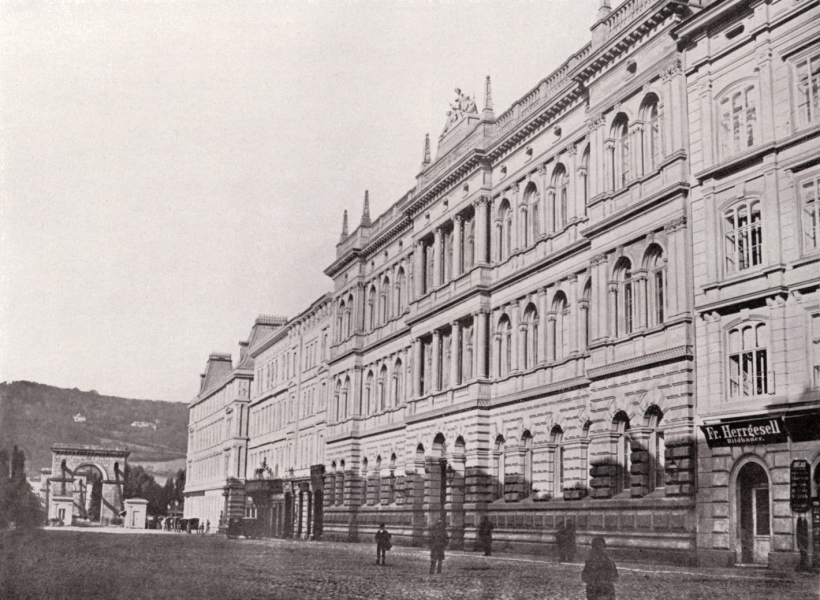
V popředí bývalá budova České spořitelny, za ní palác Lažanských, fotografie František Fridrich, 1865
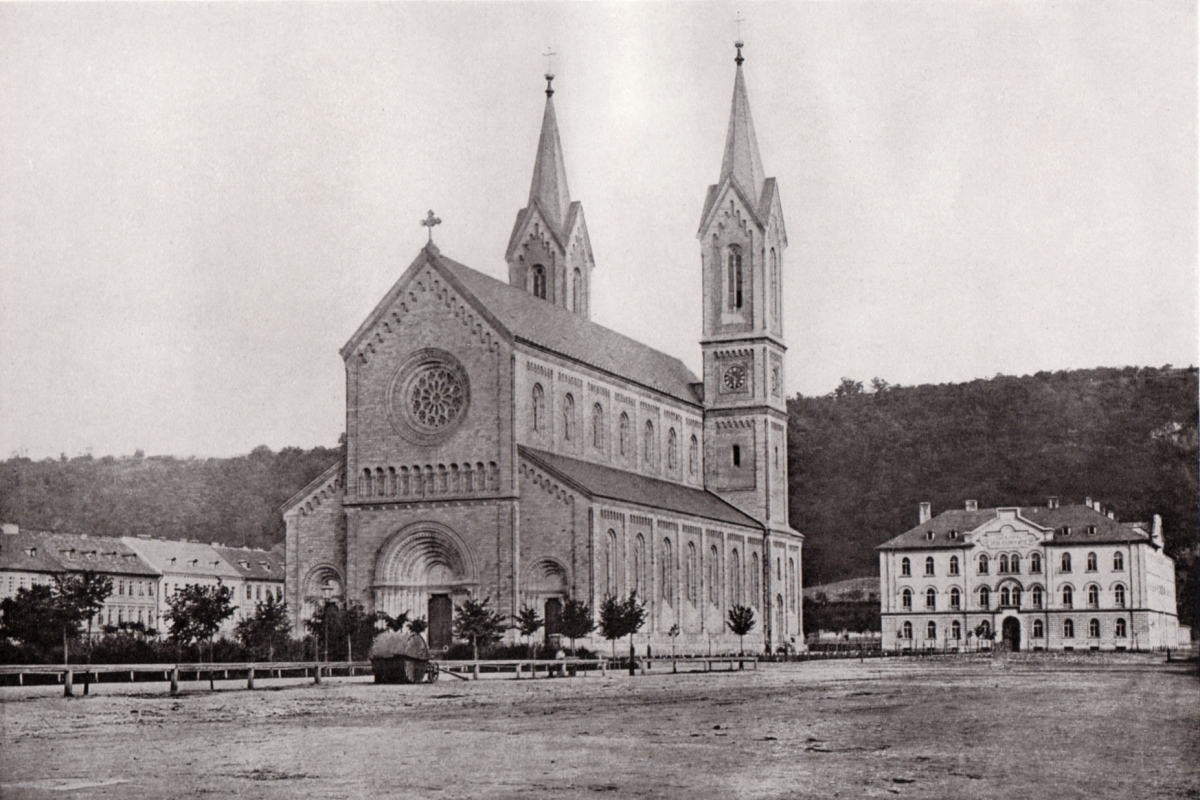
Kostel svatého Cyrila a Metoděje, Praha 8 – Karlín , fotografie František Fridrich, 1868
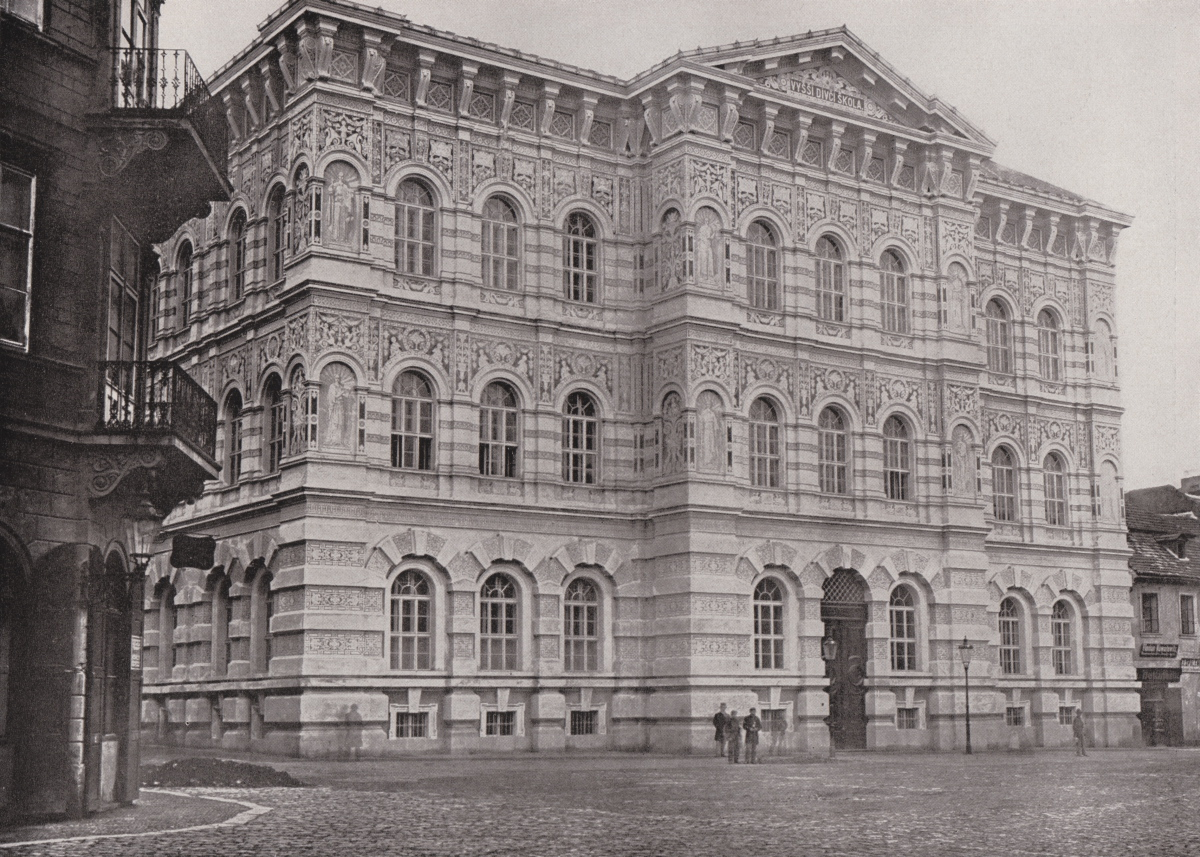
Vyšší dívčí škola, fotografie František Fridrich, asi 1870